# تزوالی
تزوالی (به ایتالیایی: Zoagli) یک کومونه در ایتالیا است که در استان جنوا واقع شده‌است. تزوالی ۷٫۶ کیلومتر مربع مساحت و ۲٬۵۶۷ نفر جمعیت دارد و ۱۷ متر بالاتر از سطح دریا واقع شده‌است.